# 和登のえる
和登 のえる（わと のえる）は日本の女性声優。主にアダルトゲームに声をあてている。

## 人物
- 以前は名義を女性向作品ではwato、男性向品ではノエルと使い分けていた。

## 出演作品
太字は主役・メインキャラクター

### ゲーム

#### 2008年
- ビーチ区バレー 〜マッシブとミニスカとスペルマ〜（有馬 雛子）
- 昼はアイドル、夜は愛奴隷! 〜今日のマイクはあなたの性器〜（北与野 まなび[1]）
- めたもるふぉ〜ぜ 〜変容! 変身!! 大変態っ!?〜（清水 絵里、伊藤 真理亜）[2]

#### 2009年
- ライブ ア ライフ -天沢裕樹のセクシャル実況ライフ!?-（月城 明日香[3]）

#### 2010年
- 自虐願望 〜ココロのクサリ3〜（真村 志乃）
- dear my sister（高瀬 穂乃香[4]）

#### 2013年
- 冒険者の町を作ろう! II（ラフィーネ[5]）